# Гришин, Иван Тихонович
Ива́н Ти́хонович Гри́шин (16 декабря 1901, дер. Внуковичи, Смоленская губерния — 20 июня 1951) — советский военачальник, командующий армиями в годы Великой Отечественной войны, Герой Советского Союза (10.04.1945). Генерал-полковник (1945).

## Биография
Иван Тихонович Гришин родился 16 декабря 1901 года в деревне Внуковичи (ныне Рославльский район Смоленской области) в крестьянской семье. Русский. Окончил 4 класса сельской школы. После того, как отца забрали на фронт первой мировой войны — не учился, работал в домашнем хозяйстве.
В Красной армии — с июля 1920 года. Службу начал красноармейцем 16-го запасного пехотного полка в городе Дорогобуж. В Гражданской войне курсантом 18-х Калужских пехотных курсов участвовал в боях против отрядов А. С. Антонова.
С апреля 1922 года командовал взводом в 163-м стрелковом полку, 1-м пограничном полку, 12-м отдельном пограничном батальоне, 18-м пограничном батальоне войск ОГПУ. С апреля 1924 года три года командовал пулемётным взводом 81-го стрелкового полка 27-й Омской стрелковой дивизии (Белорусский военный округ).
В 1925 году по собственной просьбе направлен на учёбу в 3-ю Западную пехотную школу, после её расформирования в 1926 году переведён в Иваново-Вознесенскую пехотную школу имени М. В. Фрунзе в город Орёл, которую успешно окончил в 1928 году. Тогда же, по общему образованию, экстерном сдал экзамены за семилетнюю школу. Член ВКП(б) с 1927 года. По окончании школы в апреле 1928 года был назначен в 132-й Донецкий стрелковый полк 44-й Киевской Краснознамённой стрелковой дивизии имени Н. А. Щорса Украинского военного округа в город Житомир. В этой дивизии за 5 лет прошёл должности командира взвода, роты, начальника штаба батальона, с февраля 1933 года — помощник начальника отдела штаба этой дивизии.
В апреле 1933 года командирован на учёбу в Военную академию РККА имени М. В. Фрунзе, которую в 1936 году окончил с дипломом первой степени, с отличием.
С октября 1936 года служил начальником отделения Центральной школы по подготовке начальников штабов наркомата обороны СССР в Москве. С сентября 1937 года — начальник первой части штаба 17-й стрелковой дивизии Московского военного округа, с декабря 1938 года — начальник 2-го отдела в штабе этого округа.
В октябре 1940 года назначен командиром 137-й стрелковой дивизии в городе Горьком (ныне — Нижний Новгород). В августе того же года дивизия успешно участвовала в показательных учениях Московского военного округа. Полковник Гришин был награждён орденом Красной Звезды и золотыми именными часами. Впоследствии 137-я стрелковая дивизия была удостоена переходящего Красного Знамени НКО СССР и признана лучшей в Красной Армии.
Начало Великой Отечественной войны полковник Гришин встретил в летних Гороховецких лагерях под Горьким. Уже в июне 1941 года с дивизией убыл на фронт. В первых числах июля дивизия в составе 13-й армии Западного фронта вступила в бой с немецко-фашистскими захватчиками в Смоленском оборонительном сражении. В районе города Шклова дивизия под командованием Гришина, защищая переправы через Днепр, на семь суток задержала наступление гитлеровцев, затем героически сражалась под Чаусами. Попав в окружение, дивизия с боем прорвалась из него и затем на реке Сож обеспечила упорной обороной в сочетании с контрударами выход из окружения многих частей армии. Под городом Трубчевском — в течение двух недель отбивала яростные атаки рвавшихся на восток танковых соединений немецкого генерала Гудериана и не отступила ни на шаг.
С 2 по 6 августа исполнял должность командира 4-го воздушно-десантного корпуса[уточнить]. С сентября 1941 года 137-я сд Гришина сражалась в составе 3-й армии Брянского (в ноябре — декабре 1941 — Юго-Западного) фронта. В боях под Тулой дивизия остановила захватчиков, а затем зимой 1941—1942 годов перешла в наступление. В Елецкой наступательной операции в декабре 1941 года дивизия прошла на запад 150 километров, освободив 140 населённых пунктов.
С марта 1942 года — начальник штаба 50-й армии Западного фронта, руководил штабом армии во время её участия в первой Ржевско-Вяземской и во второй Ржевско-Вяземской наступательных операциях. 3 мая 1942 года И. Т. Гришину было присвоено воинское звание генерал-майор.
С апреля 1943 года — начальник штаба 11-й гвардейской армии, которая тогда готовила наступательную операцию на Болхов.
В июне 1943 года генерал-майор Гришин назначается командующим войсками 49-й армии, с которой он прошёл весь дальнейший боевой путь до победного мая 1945 года.
В августе-сентябре 1943 года 49-й армия участвовала в Смоленско-Рославльской наступательной операции в составе Западного фронта. Были форсированы реки: Десна, Остёр, Сож. Освобождены города: Спас-Деменск, Рославль, Кричев, Хиславичи, Мстиславль и взят один из важнейших опорных пунктов обороны немцев на реке Десна — Богданово. За освобождение Рославля воинам 49-й армии была объявлена благодарность Верховного Главнокомандующего, а Москва салютовала им двадцатью артиллерийскими залпами. За активное участие в освобождении Рославля четырём дивизиям 49-й армии было присвоено почётное наименование Рославльских. Командарм награждён орденом Суворова 1-й степени и представлен к званию генерал-лейтенанта (присвоено 9.09.1943).
Посетив после освобождения родную деревню Внуковичи, Иван Тихонович узнал, что гитлеровцы расстреляли отца, мать и всех ближайших родственников. Войска 49-й армии, действуя с апреля 1944 года в составе 2-го Белорусского фронта, отличились в Белорусской стратегической наступательной операции «Багратион». На первом этапе наступления, в ходе Могилёвской фронтовой операции, действовавшая на главном направлении армия под его командованием, прорвав сильно укреплённую оборонительную полосу противника, форсировала реки Проню, Днепр, Друть, Березину, освободила город Могилёв, сотни сёл и деревень и разгромила противостоящие ей части 4-й немецкой армии (до конца июня армией уничтожено до 20 000 солдат и офицеров противника, пленено до 4 000 солдат, в том числе 2 генерала — командир 12-й пехотной дивизии генерал-лейтенант Р. Бамлер и комендант Могилевского укрепрайона генерал-майор Г. фон Эрдмансдорф, уничтожено и захвачено 120 танков, 230 артиллерийских орудий и большое количество иного вооружения). В ходе дальнейшего наступления, в ходе Минской операции, в районе Минска была окружена крупная вражеская группировка. С 9 июля всеми боевыми действиями по ликвидации вражеской группировки под Минском руководил лично генерал-лейтенант Гришин, и войсками его армии в те дни было взято в плен более 35 тысяч вражеских солдат, офицеров и 12 генералов, а уничтожено (по советским данным) не менее 36 000 солдат противника. За активное участие в этой операции награждён орденом Кутузова 1-й степени. В сентябре 1944 года армия под его командованием участвовала в Ломжа-Ружанской наступательной операции.

Могила Гришина на Новодевичьем кладбище Москвы.

В Восточно-Прусской наступательной операции в феврале 1945 года войска 49-й армии уничтожили большое количество живой силы и техники врага, захватили трофеи. Продвигаясь с боями по земле Польши в Восточно-Померанской операции, войска 49-й армии под командованием Гришина 30 марта 1945 года ночным штурмом овладели морским портом Данциг (Гданьск), на длительную оборону которого серьёзно рассчитывало гитлеровское командование. Из текста представления к званию Героя Советского Союза: «…Приобрёл огромный боевой опыт и научился бить врага, вырос в зрелого генерала Красной Армии. Успешно руководил войсками армии, которые уничтожили 11 420 фашистов, 66 орудий, 31 автомашину, захватили 2495 пленных, 64 орудия, 12 автомашин».
Указом Президиума Верховного Совета СССР от 10 апреля 1945 года за умелую организацию и проведение успешных боевых операций по разгрому вражеских группировок и проявленные мужество и героизм генерал-лейтенанту Гришину Ивану Тихоновичу присвоено звание Героя Советского Союза с вручением ордена Ленина и медали «Золотая Звезда» (№ 5510). В Указе Гришин назван генерал-лейтенантом (был им на момент подписания представления к званию Героя), хотя ещё 10 марта 1945 года ему присвоено воинское звание генерал-полковника.
49-я армия под командованием генерал-полковника Гришина продолжала громить врага, участвовала в Берлинской операции.
Свой славный боевой путь генерал Гришин закончил на Эльбе в районе города Людвигслюст, встретившись там с английскими войсками.
Более 30 раз личному составу 49-й армии командование в приказах объявляло благодарность за стойкость, высокий наступательный порыв и массовый героизм. Более 20 раз Родина салютовала его отважным подчинённым в связи с освобождением крупных советских, польских и немецких городов. Более чем ста воинам армии присвоено звание Героя Советского Союза.
После Парада Победы на приёме в Кремле 25 июня 1945 года Верховный Главнокомандующий И. В. Сталин назвал имена выдающихся героев-полководцев Великой Отечественной войны. В этом коротком списке наряду с Г. К. Жуковым, К. К. Рокоссовским, И. С. Коневым, А. П. Белобородовым, П. И. Батовым, И. Х. Баграмяном, А. В. Горбатовым и другими военачальниками было имя командующего 49-й армией, Героя Советского Союза, генерал-полковника И. Т. Гришина.
После войны в июле 1945 года генерал-полковник Гришин был назначен командующим 6-й гвардейской армией (Прибалтийский военный округ), с июля 1946 года — начальником Управления боевой подготовки Сухопутных войск СССР, с февраля 1950 года — начальник Главного управления боевой и физической подготовки Сухопутных войск.
Депутат Верховного Совета СССР 2-го созыва (1946—1950).
Жил в Москве. Скоропостижно скончался там же 20 июня 1951 года. Похоронен на Новодевичьем кладбище (4-й участок, 61-й ряд, 10 место).

## Награды
- Медаль «Золотая Звезда» Героя Советского Союза № 5510 (10.04.1945)[5]
- Два ордена Ленина (10.04.1945, 6.11.1945)
- 5 орденов Красного Знамени (07.11.1941, 30.01.1943, 14.02.1943, 3.11.1944, 15.11.1950)[6][7][8][9]
- Два ордена Суворова I степени (28.09.1943, 29.05.1945)[10]
- Орден Кутузова I степени (21.07.1944)
- Орден Красной Звезды (22.02.1941)
- Медаль «За оборону Москвы»
- Медаль «За взятие Кёнигсберга»
- Медаль «За Победу над Германией в Великой Отечественной войне 1941-1945 гг.»
- Юбилейная медаль «XX лет Рабоче-Крестьянской Красной Армии»
- Юбилейная медаль «30 лет Советской Армии и Флота»
- Медаль «В память 800-летия Москвы»

Иностранные награды:
- Орден «Крест Грюнвальда» II степени (1945, ПНР)
- Медаль «За Одру, Нису и Балтику» (1945, ПНР)
- Медаль «Победы и Свободы» (1945, ПНР)
- Орден Скандербега I степени (1949, Албания)[11]

## Память
- Именем И. Т. Гришина названы улицы в Москве, Рославле, Могилёве, Смоленске.
- Мемориальная доска в его честь установлена в Могилёве[12].

## Прочие факты
Командарма Гришина хорошо знал писатель Константин Симонов. Он признавал, что отдельные черты его характера использовал при создании знаменитого образа генерала Серпилина.